# Sennyey Ferenc
Sennyey Ferenc, sárvári prefektusaként három vártartomány, Sárvár, Kapuvár és Léka uradalmainak elöljárója volt a 16. században.

## Élete
A Vas megyei eredetű Sennyeyek őse. Az ő gyermekeitől származnak a család bárói és grófi ágai. Felesége Zempchey Orsolya volt. A Magyar Országos Levéltárban a Nádasdy család levéltára több mint ötszáz magyar és latin nyelvű levelét őrzi az 1540-es évek elejétől az 1560-as évek közepéig. A család ősi birtokai a Rába völgyében található Kiszsennyén, Rábaszentmihályon valamint Béren feküdtek, amihez Sennyey Ferenc még egy a Gyöngyös patakon működő malmot is megszerzett. Nádasdy Tamás nádor sárvári prefektusaként három vártartomány, Sárvár, Kapuvár és Léka uradalmainak elöljárója volt. A mezőgazdasági munkák irányítása mellett a pénzügyek és a várépítési munkák is az ő feladatköréhez tartoztak, de ura pozsonyi és bécsi házainak ellátásáért is felelős volt.